# Bundesverband Lohnsteuerhilfevereine
Der Bundesverband Lohnsteuerhilfevereine  e. V. (BVL) ist ein Dachverband der Lohnsteuerhilfevereine in Deutschland. Der BVL entstand zum 1. Januar 2017 durch Verschmelzung des Neuen Verbandes der Lohnsteuerhilfevereine e. V. (NVL) und des Bundesverbandes der Lohnsteuerhilfevereine e. V. (BDL).
Dem BVL gehören über 300 Lohnsteuerhilfevereine an, die in rund 8000 Beratungsstellen mehr als drei Millionen Arbeitnehmer, Rentner und Pensionäre betreuen (Stand 2017). Der BVL vertritt die gemeinsamen Interessen der angeschlossenen Lohnsteuerhilfevereine gegenüber dem Gesetzgeber, der Finanzverwaltung, der Öffentlichkeit und den Massenmedien. Seine wichtigste Aufgabe ist dabei die  Vertretung der steuerlichen Belange der Arbeitnehmer, Rentner und Pensionäre auf diesen Gebieten.